# Клаусон, Вальтер Иванович
Вальтер Иванович Клаусон (эст. Valter Klauson; 20 декабря 1913  [2 января 1914], Преображенский, Санкт-Петербургская губерния — 5 декабря 1988, Москва) — советский партийный и государственный деятель; председатель Совета Министров Эстонской ССР (1961—1984).

## Биография
Родился в нынешнем поселке Толмачево, в то время называвшегося станцией Преображенской и входившего в состав Лужского уезда Санкт-Петербургской губернии в семье эстонского рабочего.
Трудовую деятельность начал в юношеском 14-летнем возрасте, поступив в 1928 году рабочим на Лужский завод. Однако вскоре перевелся на дорожный участок Ленинградского областного железнодорожного транспорта помощником ученика. Отсюда в 1930 году поступил в Лужский автомобильно-дорожный техникум.
Окончив техникум три года спустя, в 1933 году, долгое время находился на руководящей работе в области. Был техническим руководителем и начальником машинно-дорожных отрядов, директором асфальтобетонного завода, начальником электромеханической части на строительстве шоссейных дорог.
После вхождения Эстонии в состав Советского Союза перевелся в эстонскую столицу, где уже к 1941 году стал главным механиком Таллинского дорожностроительного треста.
В 1941 году был призван в ряды Красной Армии. Первое время он находился на обслуживании «Дороги жизни» под Ленинградом. Но затем, получив офицерское звание, командовал ротой и отдельным инженерным батальоном на Волховском, Северо-Западном и Прибалтийском фронтах.
До начала широкомасштабного наступления советских войск руководил строительством мостов и ремонтом прифронтовых дорог в Ленинградской, Новгородской и Псковской областях. Во время проведения летних и осенних наступательных операций в 1944 году участвовал в освобождении Опочки, Резекне и Тарту, обеспечивая со своей частью надежность коммуникации войск 2-го и 3-го Прибалтийских фронтов. Был награждён орденом Красной Звезды и несколькими медалями.
После освобождения Эстонии в 1944 году в числе первых специалистов был направлен на организацию восстановления и строительства железных дорог в республике. Занимал должности главного механика, заместителя начальника и начальника управления шоссейных дорог МВД Эстонской ССР.
В 1953 году назначен министром дорожного и транспортного хозяйства Эстонской ССР, которое в том же году было преобразовано в министерство автомобильного транспорта и шоссейных дорог. На этой должности находился в течение года.
С 1954 года находился на должности первого заместителя председателя, а с 1961 по 1984 год — Председателя Совета Министров Эстонской ССР.
В 1965 году заочно окончил Высшую партийную школу при ЦК КПСС в Москве.
Был кандидатом в члены ЦК КПСС (1961—1986) и депутатом Верховного Совета СССР 5-9 созывов.
После ухода на пенсию в 1984 году переехал в Москву. Скончался 5 декабря 1988 года в Москве. Похоронен на Лесном кладбище в Таллине.

## Награды
- 5 орденов Ленина
- орден Октябрьской Революции
- ордена Отечественной войны 1-й и 2-й степени
- орден Трудового Красного Знамени
- орден Дружбы Народов
- орден Красной Звезды

## Сочинения
- В. И. Клаусон был автором нескольких книг, в том числе изданной в 1967 году книги «Для блага народа», в которой давался обзор достижений существовавшей власти.